# MeruPuri
MeruPuri, originalment titulat MeruPuri: Märchen Prince (めるぷり メルヘン☆プリンス, MeruPuri: Maruhen Purinsu, "Fairy-Tale Prince"), és una sèrie manga de quatre volums fet par Matsuri Hino.
Matsuri Hino entrà a l'escena manga amb el seu títol Kono Yume ga Sametara (Quan Este Somni s'Acaba), que fou publicat en la revista LaLa DX. Hino es convertí en una artista manga després de nou mesos de decidir ser-ho. Amb l'èxit de la seua popular sèrie Toraware no Minoue (Captive Circumstance), i MeruPuri, Hino s'establí com una autora importat dins del panorama del shojo. El seu nou títol, Vampire Knight, està mensualment publicant-se ara a la revista LaLa.
MeruPuri fou serialitzat al Japó en la revista LaLa. Ha sigut publicat a l'anglès per Viz Media.